# Table de toilette de la duchesse de Berry
La table de toilette de la duchesse de Berry est une table de toilette en cristal réalisée pour la duchesse de Berry par l'artiste Marie-Jeanne-Rosalie Desarnaud-Charpentier sur un dessin de Nicolas Henri Jacob et présentée en 1819 au salon des Produits de l'Industrie. L’œuvre est conservée au musée du Louvre.

## Contexte de la réalisation
L’œuvre est présentée à l'Exposition des produits de l'industrie française de 1819 et son auteur, Marie-Jeanne-Rosalie Desarnaud-Charpentier, y obtient une médaille d'or. C'est donc un objet représentatif du goût de l'époque. Madame Desarnaud-Charpentier possède au Palais Royal la boutique l'Escalier de Cristal. Elle propose alors des objets et du mobilier dans un matériau très typique du goût Restauration, le cristal.

## Description
C'est une table de toilette avec un fauteuil constitué de plaques et manchons en cristal taillé et fixé sur une armature de fer, avec des bagues et des moulures de bronze doré. Le tout est surmonté par un plateau en verre peint. L'œuvre s'inspire fortement du mobilier de toilette en argent doré que l'orfèvre Jean-Baptiste Claude Odiot avait exécuté pour l'impératrice Marie-Louise en 1810. C'est Pierre-Paul Prud'hon qui avait dessiné ce mobilier. 
La table de toilette est donc encore inspirée du style néoclassique. Ce néoclassicisme se retrouve dans les pieds en balustre ou en corne d'abondance reposant sur une forme de pointe. Cette dernière introduit de la rigidité dans la composition. Le fauteuil présente un dossier en forme de lyre à l’étrusque. Tout ceci correspond à une imprégnation de néoclassicisme impérial. Mais dans les thèmes, sont introduits les motifs de la jeunesse avec Zéphyr et Flore, symbolisant le printemps et la beauté. Sont également présents des motifs d'inspiration vénusienne, avec les dauphins du char marin et enfin les arcs noués d'un ruban formant barre d'entretoise pour la table. Il s'agit là des arcs de Cupidon. Dernier élément, le tiroir central à la hauteur de la ceinture contenait un mécanisme musical d'une durée d'une heure, période qu'une jeune femme pouvait décemment passer devant sa toilette à l'époque. Il s'agit là d'une sorte d'argument publicitaire, dans un idéal pré-romantique. 

## Table de toilette
On a là du point de vue typologique l'un des meubles les plus importants du XVIIIe siècle, la toilette, dont l'invention date du début XVIIIe siècle. Ce type de meuble sera ensuite décliné avec notamment celui de la duchesse de Parme (musée d'Orsay, par Froment-Maurice), fille de la duchesse de Berry. 